# Junee Baptist Church
Junee Baptist Church (svenska: Junees baptistiska kyrka) är en kyrka belägen i orten Junee i New South Wales i Australien som tillhör baptistiska kyrka.